# Mausoleu d'Artigas
El Mausoleu d'Artigas és un monument al pròcer uruguaià José Gervasio Artigas, localitzat a la Plaça Independència, al barri de la Ciudad Vieja, Montevideo.
Va ser construït durant els anys 1970 i les restes d'Artigas descansen en un subterrani que es troba sota l'estàtua custodiada pels guardes generals anomenats Blandengues.